# 景林天主教小學
景林天主教小學（英語：King Lam Catholic Primary School）是香港一所津貼小學，位於將軍澳景林邨。該校前身為調景嶺鳴遠小學，由聖母聖心會於1959年接辦，至1990年遷入現址。該校現任校監為謝錦明先生，校長為何詠懿女士。

## 學校簡史
此校前身為「調景嶺天主堂義務學校」，於1950年由耀漢小兄弟會創辦，及後改名為「調景嶺鳴遠小學」，為全日制小學，九年後改由聖母聖心會接辦至今。至1990年，由於調景嶺平房區將於6年後清拆，原校小學部遷入景林邨現址的校舍，為一所二十四個課室標準屋邨小學，以資助小學模式營運，但舊校舍仍同步運作至1993年為止。至於中學部，則於1993年遷往厚德邨。
本校於遷入景林邨初期，分設上、下午校；自1999年度起，下午校遷出並分拆為將軍澳天主教小學，上午校續留本校舍，同時兩校開始採用全日制上課。
於1996至1997學年，本校進行「學校改善工程」，及後學校成為一所樓高六層，設有二十四個課室，有禮堂、圖書館、電腦室、音樂室、視藝室、活動室、輔導室、會議室、祈禱室等特別室的設施。全校所有課室及特別室均已安裝空調設備。在2008年重鋪籃球場並更換所有鋁窗，而學校油漆翻新工程於2009年進行。
學校於1994年開始實施「學校管理新措施」，是全港最早實施新措施的學校之一。

## 歷任校長

### 調景嶺時期
- 楊德人神父（1950年-？，創校校長）[4]
- 富希永神父[5]（？-1967年）
- 艾生恩神父（1967年-？；2022年逝世）
- 符漢英女士[6]
- 馮冠今先生（？-1993年，遷校前末任校長）[7]

### 現址時期

#### 上午校
- 謝錦明先生（1990-1991年）
- 符漢英女士（1991-1997年；曾任調景嶺時期校長）
- 何浩元先生（1997-1999年）

#### 全日制
- 何浩元先生（1999年至2007年）
- 黃秀雯女士（2007至2012年）
- 何詠懿女士（2012年至今）

## 著名/傑出校友
鳴遠小學舊生
- 周潤發：香港男演員[8]
- 陳玉蓮：香港女演員
- 溫碧霞：香港女演員[註 1]
- 黃元申：香港男演員
- 王小鳳：香港女演員
- 章國明（1960-1962年小學寄宿生）：電影導演、監製、編劇
- 孟秋：1970-1980年代香港武打演員
- 孟海（孟景海）：香港男演員、導演、動作指導[9]
- 孟龍（孟繁龍）：香港男演員及動作指導
- 雷楚雄：香港電影美術指導
- 徐雨石：香港賽馬會所屬練馬師和前騎師

## 外部連結
- 景林天主教小學官方網頁 （页面存档备份，存于）
- 小學概覽 - 景林天主教小學 （页面存档备份，存于）